# لويس ميراندا (لاعب كرة قدم)
لويس ميراندا (بالإسبانية: Luis Fernando Miranda)‏ هو لاعب كرة قدم كولومبي في مركز الهجوم، ولد في 27 أغسطس 1997 في مايكاو ‏ في كولومبيا. لعب مع ديبورتيس توليما.

## وصلات خارجية
- لويس ميراندا على موقع قاعدة بيانات كرة القدم.إي يو (الإنجليزية)
- لويس ميراندا على موقع Soccerway.com (الإنجليزية)